# Brandon Wood
Brandon Wood (Kokomo, Indiana, 5 de enero de 1989) es un baloncestista estadounidense que pertenece a la plantilla del USC Rip City australiano. Con 1,88 metros de estatura, juega en la posición de base.

## Trayectoria deportiva

### Universidad
Jugó cinco temporadas como universitario en cuatro centros distintos. Comenzó en los Southern Illinois de la Universidad del Sur de Illinois Carbondale, donde apenas llegó a disputar seis partidos antes de sufrir una lesión que le apartó de las canchas el resto de la temporada.
Tras recuperarse de la lesión, pasó un año en el Highland Community College de la NJCAA, donde promedió 16,1 puntos y 3,0 asistencias por partido. Regresó a la NCAA de la mano de los Crusaders de la Universidad Valparaiso, donde disputó dos temporadas, en las que promedió 17,2 puntos, 4,4 rebotes, 2,7 asistencias y 1,4 robos de balón por partido. En su primera temporada fue incluido en el segundo mejor quinteto de la Horizon League y fue elegido además novato del año. Al año siguiente aparecería en el mejor quinteto de la conferencia.
Para su última temporada fue transferido a los Spartans De la Universidad Estatal de Míchigan, donde promedió 8,8 puntos y 2,8 rebotes por partido.

### Profesional
Tras no ser elegido en el Draft de la NBA de 2012, fichó por el KK MZT Skopje, equipo con el que no llegó a debutar, marchándose después al Alba Fehérvár de la liga húngara, donde jugó una temporada en la que promedió 19,0 puntos y 3,4 rebotes por partido.
En julio de 2013 firmó con el Affrico Basket Firenze de la Divisione Nazionale A Silver, el tercer nivel del baloncesto italiano. Allí permaneció hasta el mes de enero de 2014, cuando rompió su vinculación con el equipo. Hasta ese momento estaba promediando 18,8 puntos, 6,4 rebotes y 3,1 asistencias por partido. Pocos días después firmaría con el Pallacanestro Trieste de la Legadue Gold, el segundo nivel italiano, donde promedió 14,8 puntos y 5,4 rebotes en los 13 partidos que disputó.
La temporada siguiente fichó por el UBC Güssing Knights austriaco, pero sin llegar a debutar regresó al Alba Fehérvár de Hungría, donde jugó 12 partidos en los que promedió 9,7 puntos y 2,8 rebotes, marchándose en febrero de 2015 al KK Feni Industries de la liga de Macedonia, donde acabó la temporada promediando 17,2 puntos y 3,9 rebotes por partido.
En agosto de 2015 volvió a cambiar de competición al comprometerse con el KK Lietkabelis de la Lietuvos Krepšinio Lyga lituana. Sólo llegó a jugar nueve partidos de la competición doméstica y otros seis de la Liga Báltica, promediando en total 16,5 puntos y 3,4 asistencias. En febrero de 2016 firmó con el Elitzur Yavne B.C. de la Liga Leumit, el segundo nivel del baloncesto israelí, donde jugó ocho partidos, promediando 21,1 puntos y 5,6 rebotes.
En 2016 fichó por el BBC Monthey de la liga suiza, donde sólo disputó 11 partidos, en los que promedió 11,9 puntos y 3,6 asistencias. La temporada siguiente regresó a su país para jugar con los Windy City Bulls de la NBA G League.